# Mormodes cucumerina
Mormodes cucumerina là một loài thực vật có hoa trong họ Lan. Loài này được Pabst mô tả khoa học đầu tiên năm 1972.